# Petite rivière Bédard
Pour les articles homonymes, voir Bédard.
La Petite rivière Bédard est un affluent de la rivière Bédard, coulant dans les municipalités de Larouche (MRC du Fjord-du-Saguenay) et de Hébertville-Station (MRC de Lac-Saint-Jean-Est), dans la région administrative de Saguenay–Lac-Saint-Jean, dans la province de Québec, au Canada.
La vallée de la Petite rivière Bédard est desservie par le chemin du rang Saint-Pierre, le chemin du Petit rang Saint-Pierre et le chemin du rang Saint-Charles, pour les besoins de la foresterie et de l’agriculture.
L’agriculture constitue la principale activité économique dans la zone de la petite rivière Bédard ; la foresterie, en second.
La surface de la Petite rivière Bédard est habituellement gelée du début de décembre à la fin mars, toutefois la circulation sécuritaire sur la glace se fait généralement de la mi-décembre à la mi-mars.

## Géographie
Les principaux bassins versants voisins de la Petite rivière Bédard sont :
- côté nord : rivière Bédard, rivière Raquette, la Petite Décharge, rivière Saguenay ;
- côté est : rivière Bédard, rivière Cascouia, baie Cascouia, lac Kénogami, rivière aux Sables, rivière Chicoutimi ;
- côté sud : La Belle Rivière, rivière des Aulnaies, lac Vert ;
- côté ouest : rivière Couchepagamiche Est ; la Belle Rivière, rivière des Aulnaies, lac Saint-Jean.

La Petite rivière Bédard prend sa source à un petit lac non identifié (longueur : 0,3 km ; altitude : 181 m) dans la municipalité de Larouche. Cette source est située à :
- 4,2 km à l’ouest de la baie Cascouia (intégrée au lac Kénogami) ;
- 5,7 km au sud-est de la confluence de la petite rivière Bédard et de la rivière Bédard ;
- 6,6 km au sud du chemin de fer du Canadien National ;
- 7,0 km au sud de la route 170 ;
- 7,7 km au sud-ouest du centre du village de Larouche ;
- 15,2 km au sud de la rivière Saguenay[3].

À partir de sa source (petit lac non identifié), la Petite rivière Bédard coule sur 7,9 km avec une dénivellation de 21 m généralement en zone forestière dans la partie supérieure et agricole pour la partie inférieure, selon les segments suivants :
- 2,3 km vers le nord-ouest en formant une courbe vers le sud, jusqu’à un ruisseau (venant du nord) ;
- 2,8 km vers l’ouest, jusqu’à une courbe de la rivière ;
- 2,8 km vers le nord-ouest, jusqu’à l’embouchure de la rivière[3].

Le cours de la Petite rivière Bédard se déverse sur la rive sud de la rivière Bédard, en zone agricole. Cette confluence est située à :
- 1,2 km au sud-est du chemin de fer du Canadien National ;
- 1,6 km à l’est du centre du village de Hébertville-Station ;
- 9,2 km à l’ouest de la baie Cascouia du lac Kénogami ;
- 12,1 km au sud-est du centre-ville d’Alma ;
- 16,0 km au sud-est du barrage de l'Isle-Maligne ;
- 16,6 km au sud-est de la confluence du lac Saint-Jean et de la rivière Saguenay (soit à l’entrée de la Petite Décharge)[3].

À partir de l’embouchure de la Petite rivière Bédard, le courant suit le cours de la rivière Saguenay sur 139 km vers l’est jusqu’à Tadoussac où il conflue avec l’estuaire du Saint-Laurent.

## Toponymie
Le toponyme « petite rivière Bédard » a été officialisé le 28 août 1980 à la Banque des noms de lieux de la Commission de toponymie du Québec.